# Jennifer Gilbert
Jennifer Gilbert (Saskatoon, 3 de fevereiro de 1992) é uma jogadora de softbol canadense.

## Carreira
Gilbert compôs o elenco da Seleção Canadense de Softbol Feminino nos Jogos Olímpicos de Verão de 2020 em Tóquio, onde conquistou a medalha de bronze após confronto contra a equipe mexicana na disputa pelo pódio na competição.